# SMS Nürnberg (1906)
O SMS Nürnberg foi um cruzador rápido operado pela Marinha Imperial Alemã e a segunda embarcação da Classe Königsberg, depois do SMS Königsberg e seguido pelo SMS Stuttgart e SMS Stettin. Sua construção começou em janeiro de 1906 no Estaleiro Imperial de Kiel e foi lançado ao mar em agosto do mesmo ano, sendo comissionado em abril de 1908. Era armado com uma bateria principal composta por dez canhões de 105 milímetros em montagens individuais únicas, tinha um deslocamento de quase quatro mil toneladas e alcançava uma velocidade máxima de 23 nós.
O Nürnberg passou quase toda sua carreira no exterior como parte da Esquadra da Ásia Oriental, com suas principais atividades no período de paz sendo viagens para portos estrangeiros e serviço colonial. A Primeira Guerra Mundial começou em 1914 e a esquadra atravessou o Oceano Pacífico até a América do Sul, derrotando em novembro uma força britânica na Batalha de Coronel. Nesta, o Nürnberg afundou o cruzador blindado britânico HMS Monmouth. Um mês depois participou da Batalha das Malvinas, mas foi afundado depois de ser alvejado pelo cruzador blindado HMS Kent.

## Características

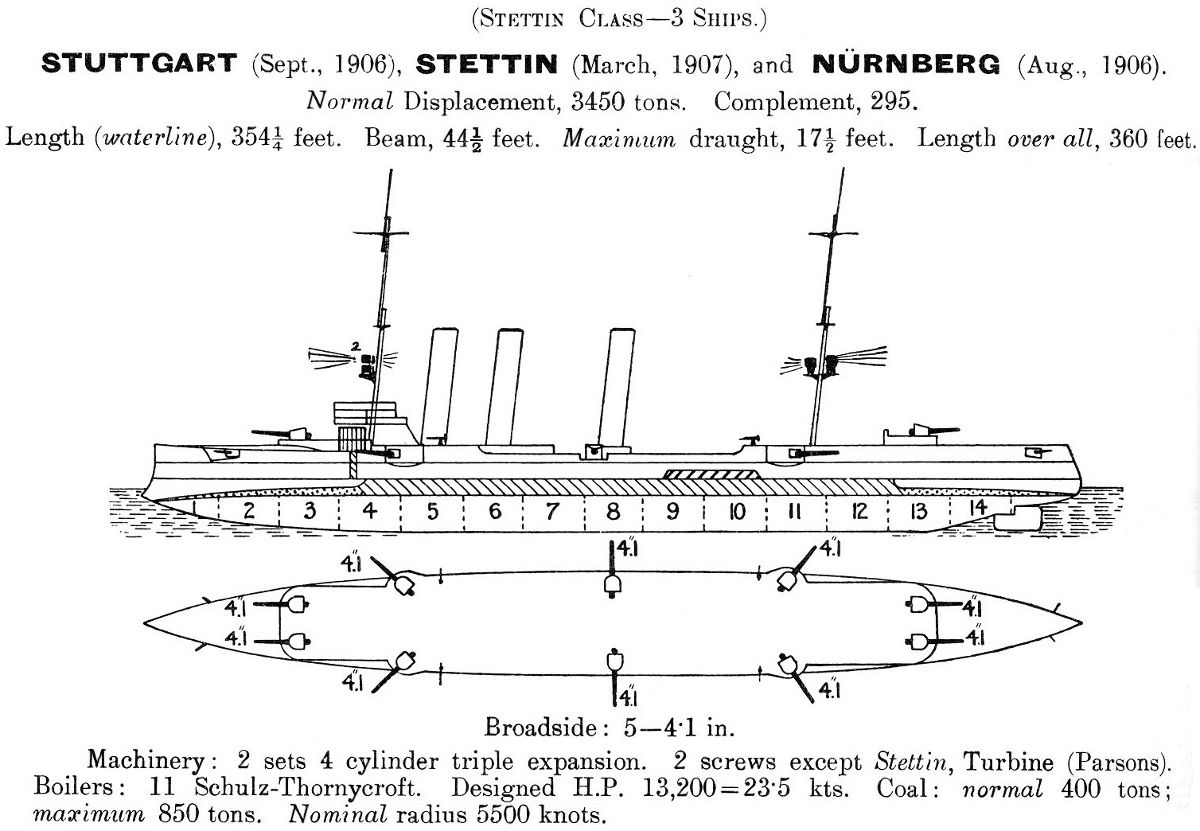
Desenho da Classe Königsberg

A Classe Königsberg foi projetada para servir tanto como batedores da frota em águas domésticas quanto no império colonial alemão. Isto foi o resultado de restrições orçamentárias que impediram a construção cruzadores especializados para cada função. O projeto era baseado na predecessora Classe Bremen. Os quatro membros da classe originalmente seriam idênticos, mas a equipe de projeto incorporou lições aprendidas com a Guerra Russo-Japonesa depois da construção do primeiro navio já ter começado. Estas incluíram rearranjos internos e o aumento do comprimento do casco.
O Nürnberg tinha 116,8 metros de comprimento de fora a fora, uma boca de 13,3 metros e um calado de 5,24 metros à vante. Seu deslocamento normal era de 3 469 toneladas, enquanto o deslocamento carregado chegava a 3 902 toneladas. Seu sistema de propulsão era composto por onze caldeiras de tubos d'água que alimentavam dois motores de tripla-expansão de três cilindros, cada um girando uma hélice. Este sistema tinha uma potência indicada de 13,2 mil cavalos-vapor (9 710 quilowatts) para uma velocidade máxima de 23 nós (43 quilômetros por hora). O carregamento normal de carvão era de quatrocentas toneladas, com a autonomia sendo de 4 120 milhas náuticas (7 630 quilômetros) a uma velocidade econômica de doze nós (22 quilômetros por hora). Sua tripulação era formada por catorze oficiais e 308 marinheiros.
O armamento principal consistia em dez canhões calibre 40 de 105 milímetros instalados em montagens pedestais únicas, duas lado a lado na castelo de proa, três em cada lateral e outras duas lado a lado na popa. Também era armado com oito canhões calibre 55 de 52 milímetros e dois tubos de torpedo submersos de 450 milímetros, um em cada lateral. O navio era protegido por um convés blindado curvado que tinha oitenta milímetros de espessura à meia-nau, tendo laterais inclinadas para baixo de 45 milímetros para dar uma proteção extra contra disparos inimigos. Os canhões principais tinham escudos de cinquenta milímetros, já a torre de comando tinha laterais de cem milímetros.

## Carreira

### Tempos de paz
O Nürnberg foi encomendado sob o nome Ersatz Blitz, com seu batimento de quilha ocorrendo em 16 de janeiro de 1906 no Estaleiro Imperial de Kiel. As obras prosseguiram rapidamente e o casco completo foi lançado ao mar apenas seis meses depois. A cerimônia de lançamento ocorreu em 28 de agosto, quando foi batizado por Georg von Schuh, o prefeito de Nuremberg, com os trabalhos de equipagem começando em seguida. Foi comissionado na Frota de Alto-Mar em 10 de abril de 1908. Iniciou seus testes marítimos vinte dias depois, mas estes foram interrompidos entre 4 e 5 de junho quando o príncipe Luís da Baviera subiu a bordo durante exercícios da frota. Os testes terminaram em 3 de julho, mas havia uma escassez de tripulações treinadas, assim o navio foi descomissionado em Wilhelmshaven para que sua tripulação pudesse ser usada em outro lugar.

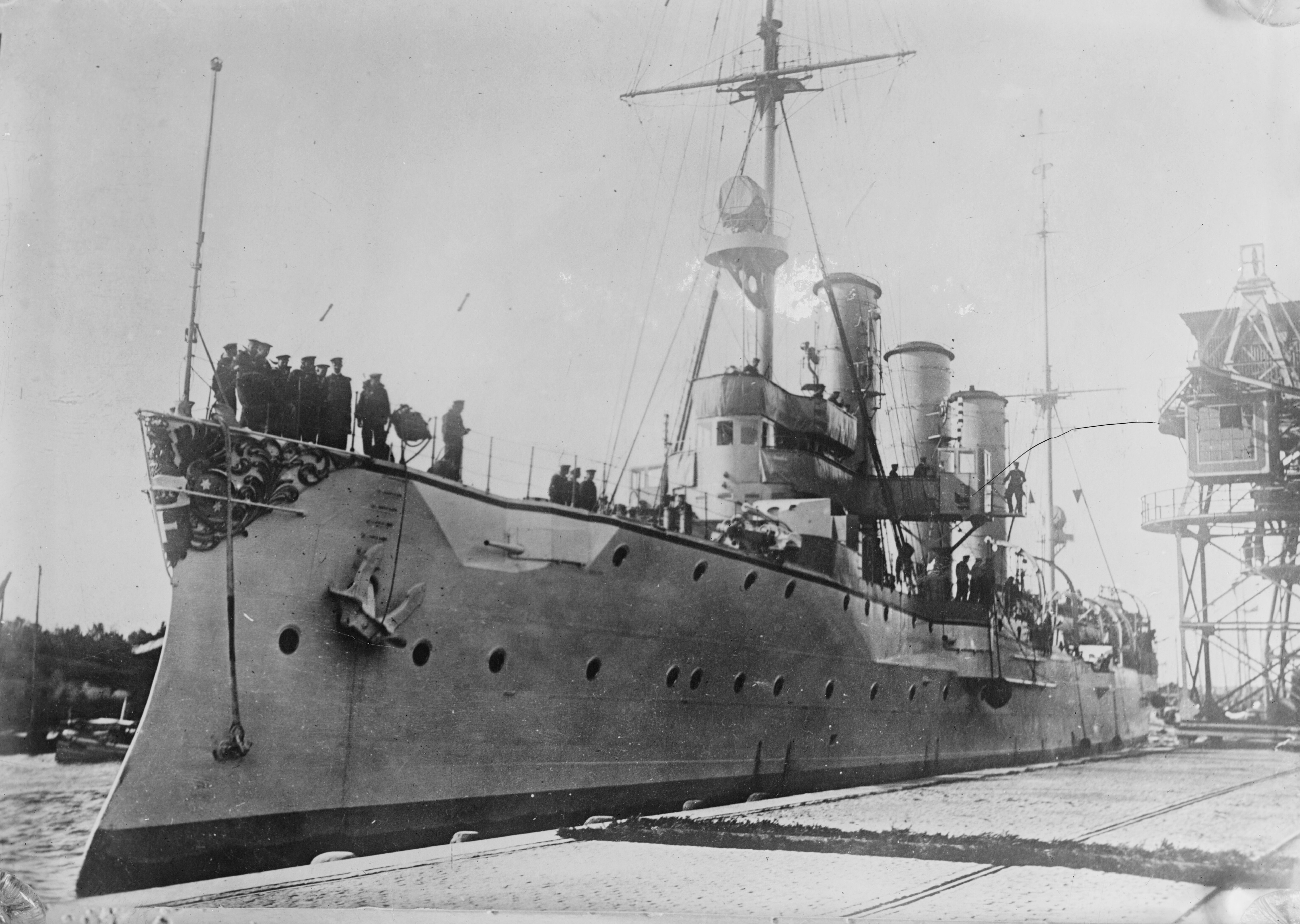
O Nürnberg em 1910

O cruzador permaneceu fora de serviço pelos dois anos seguintes até ser recomissionado em 1º de fevereiro de 1910 para serviço no exterior. Deixou Wilhelmshaven no dia 14 e seguiu em direção do Sudeste Asiático. Chegou em 5 de abril em Singapura e então entrou na área de atuação da Esquadra da Ásia Oriental, substituindo o cruzador rápido SMS Arcona. Passou o mês de maio fazendo visitas a vários portos na região e então no final do mês se juntou ao cruzador blindado SMS Scharnhorst, a capitânia da esquadra, em um cruzeiro pela Samoa Alemã. Os dois navios chegaram no local em 16 de julho, onde se encontraram com o cruzador rápido SMS Emden. Os três então navegaram para o sul até Friedrich-Wilhelmshafen na Nova Guiné Alemã para ajudar o navio hidrográfico SMS Planet, que tinha sofrido danos sérios nas suas caldeiras. A bordo do Nürnberg também estava um pequeno destacamento policial enviado em resposta a assassinatos de alemães na área, mas sua presença mostrou-se desnecessária. O Nürnberg rebocou o Planet para passar por reparos em Singapura, onde chegaram em 24 de setembro. O navio passou o restante do ano viajando pela região.
O Nürnberg estava em Hong Kong no final de dezembro quando foi informado sobre a Revolta dos Sokehs na Samoa Alemã. Ele rapidamente partiu, juntando-se ao Emden em Tsingtao. Os dois foram reforçar as forças alemãs em Ponape, que incluía o antigo cruzador desprotegido SMS Cormoran. As embarcações bombardearam posições rebeldes e enviaram em meados de janeiro de 1911 uma equipe de desembarque, formada por tripulantes e tropas da polícia colonial. A revolta foi subjugada até o final de fevereiro, com o cruzador desprotegido SMS Condor chegando em 26 de fevereiro a fim assumir a presença alemã na região. O Nürnberg e os outros navios realizaram um final no dia seguinte um funeral para os mortos na operação. O cruzador então partiu e voltou para o Sudeste Asiático. Passou boa parte do resto do ano fazendo cruzeiros pela região, individualmente e às vezes com o resto da esquadra. A Revolução Xinhai começou na China em outubro de 1910 e o Nürnberg foi enviado para Xangai e Nanquim entre outubro e novembro de 1911 com o objetivo de proteger cidadãos alemães na área, retornando entre janeiro e abril de 1912.
O navio levou o contra-almirante Günther von Krosigk, o comandante da esquadra, em um cruzeiro pelo rio Yangtzé de maio a junho de 1912. Em setembro foi para Xangai, onde permaneceu até outubro. Partiu para Tsingtao em 13 de outubro a fim de passar por manutenção. O resto de 1912 transcorreu tranquilamente assim como boa parte de 1913, exceto por um período de julho a meados de setembro em que precisou enviar uma equipe de desembarque para proteger o consulado alemão em Xangai. O Nürnberg estava em Yokohama no Japão em 16 de outubro quando recebeu ordens de navegar para o México em resposta à Revolução Mexicana. Chegou em La Paz em 8 de novembro. Visitou vários portos na região junto com navios estadunidenses, japoneses e britânicos a fim de proteger cidadãos alemães, austro-húngaros e suíços na área, mas intervenção direta em terra foi desnecessário. Foi para o Panamá em junho de 1914, onde embarcou uma nova tripulação e suprimentos. Foi então para Mazatlán no México, onde se encontrou em 7 de julho com seu substituto, o cruzador rápido SMS Leipzig. Suas caldeiras precisavam e assim ele parou em São Francisco nos Estados Unidos entre 14 e 18 de julho.

### Primeira Guerra Mundial

#### Ações iniciais

Movimentações dos navios da Esquadra da Ásia Oriental

O Nürnberg deveria navegar para o Havaí e então para Apia, onde se encontraria com o Scharnhorst e o cruzador blindado SMS Gneisenau. Entretanto, foi ordenado que em vez disso navegasse diretamente para Tsingtao por conta da situação política em deterioração na Europa resultante do assassinado do arquiduque Francisco Fernando da Áustria. As ordens foram alteradas no caminho e o Nürnberg foi direcionado para Ponape, onde se encontraria com o Scharnhorst e Gneisenau. A Esquadra da Ásia Oriental na época estava sob o comando do vice-almirante Maximilian von Spee. Os três se encontraram em 6 de agosto, dias depois do início da Primeira Guerra Mundial. Spee planejou voltar com seus navios para a Alemanha, navegando através do Oceano Pacífico, passando pelo Cabo Horn e então forçando seu caminho pelo Oceano Atlântico. Spee decidiu concentrar suas forças na Ilha Pagã nas Ilhas Marianas do Norte, uma possessão alemã no Pacífico central. Todos os carvoeiros, navios de suprimentos e navios de passageiros receberam ordens de encontrar com a Esquadra da Ásia Oriental no local. Eles chegaram em 11 de agosto, logo tendo a companhia de vários navios de suprimentos, bem como o Emden e o cruzador auxiliar SS Prinz Eitel Friedrich.
O comodoro Karl von Müller, o oficial comandante do Emden, persuadiu Spee em 13 de agosto a destacar seu navio para atuar como corsário independente. Os quatro cruzadores, mais o Prinz Eitel Friedrich e vários carvoeiros, partiram em 15 de agosto. As embarcações reabasteceram cinco dias depois em Enewetak. Spee destacou o Nürnberg em 6 de setembro junto com o navio auxiliar Titania para cortar cabos britânicos na Ilha Fanning. O cruzador hasteou uma bandeira francesa para enganar os defensores, conseguindo destruir a estação em 7 de setembro. Ele se retornou para o resto da esquadra no mesmo dia na Ilha Natal. Spee então ordenou no dia seguinte que o Nürnberg fosse para Honolulu no Havaí com o objetivo de informar o comando alemão por meio de países neutros. Spee escolheu o navio porque os britânicos sabiam que ele tinha deixado o México, assim sua presença no Havaí não revelaria as movimentações de toda a esquadra. Foi instruído também a entrar em contato com agentes alemães para que suprimentos de carvão fossem preparados para uso na América do Sul. O Nürnberg retornou trazendo notícias que a Samoa Alemã tinha sido conquistada.
O Scharnhorst e o Gneisenau foram em 14 de setembro atacar uma base britânica em Apia, então bombardearam a colônia francesa de Papeete em 22 de setembro. Eles afundaram a canhoneira Zélée, mas temor de minas impediram que entrassem no porto e tomassem o carvão. A esquadra chegou na Ilha de Páscoa em 12 de outubro, onde se encontraram com o Leipzig e o cruzador rápido SMS Dresden, que tinham vindo da América do Norte. Passaram uma semana na área e então partiram para o Chile.

#### Batalha de Coronel

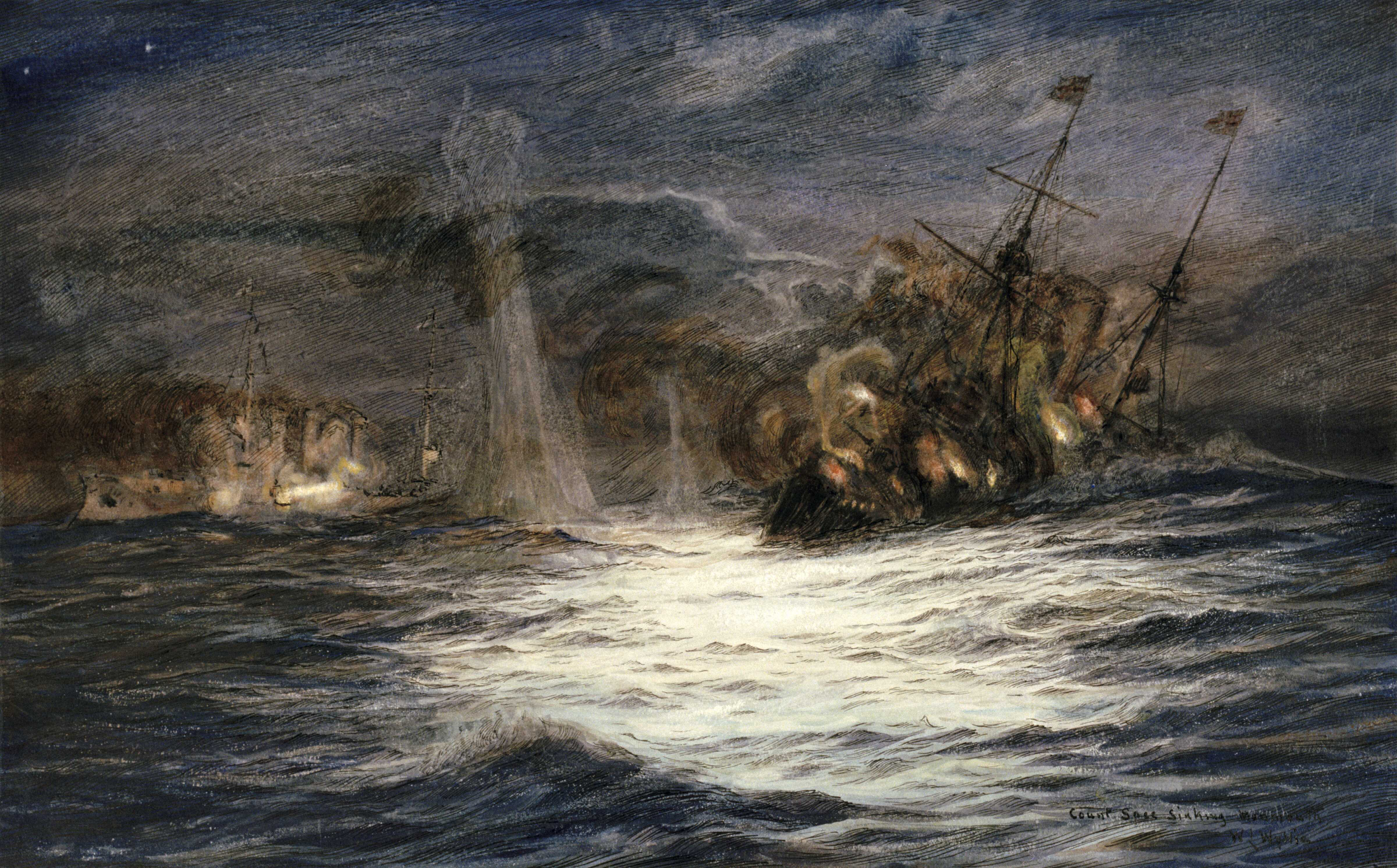
Pintura de William Lionel Wyllie do Nürnberg afundando o Monmouth

Os britânicos tinham poucos recursos para enfrentar os alemães no litoral da América do Sul. O contra-almirante sir Christopher Cradock tinha sob seu comando os cruzadores blindados HMS Good Hope e HMS Monmouth, o cruzador rápido HMS Glasgow e o transatlântico convertido em navio mercante armado HMS Otranto. A flotilha também tinha antigo couraçado pré-dreadnought HMS Canopus e o cruzador blindado HMS Defence. Entretanto, este último só conseguiu chegar na região depois da batalha. Cradock deixou o Canopus para trás, provavelmente por achar que sua baixa velocidade máxima o impediria de trazer os navios alemães para a batalha.
A Esquadra da Ásia Oriental aproximou-se de Coronel no Chile na tarde de 1º de novembro. Spee esperava encontrar apenas o Glasgow, mas foi surpreendido ao encontrar também o Good Hope, Monmouth e Otranto. O Canopus estava a aproximadamente trezentas milhas náuticas (560 quilômetros) atrás com os carvoeiros britânicos. O Glasgow avistou os alemães às 16h17min e Cradock formou uma linha de batalha com o Good Hope na vanguarda, seguido pelo Monmouth, Glasgow e Otranto. Spee decidiu não abrir fogo imediatamente e esperar até que o sol tivesse se posto mais, momento em que os britânicos estariam com suas silhuetas destacadas pelo sol e seus próprios navios obscurecidos contra o litoral atrás. O Nürnberg estava certa distância atrás do resto da esquadra alemã, tendo se atrasado por ter ficado procurando navios mercantes neutros. Chegou tarde na batalha e encontrou o Monmouth à deriva, afundando-o com artilharia a uma distância de apenas 550 a novecentos metros.

#### Viagem às Malvinas

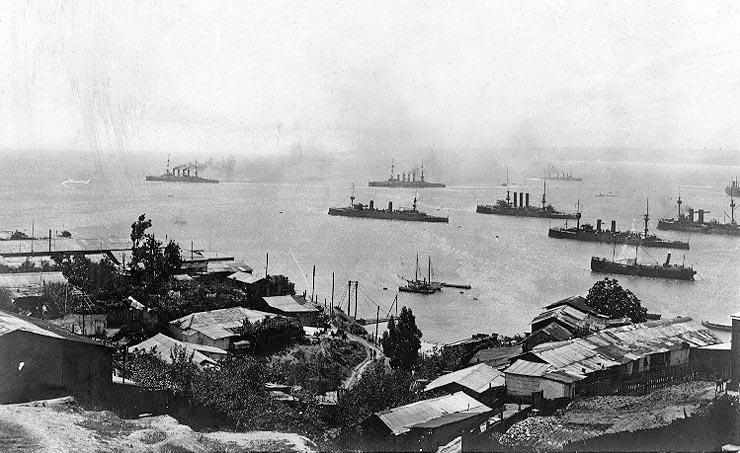
A Esquadra da Ásia Oriental em Valparaíso em 3 de novembro, com o Scharnhorst, Gneisenau e Nürnberg em cima, enquanto embaixo estão alguns navios da Armada do Chile

Spee reuniu seus navios ao norte de Valparaíso. Apenas três embarcações podiam entrar no porto por vez porque o Chile era um país neutro na guerra. O Scharnhorst, Gneisenau e Nürnberg foram os primeiros na manhã de 3 de novembro, enquanto o Dresden, Leipzig e os carvoeiros ficaram em Mas a Fuera. As embarcações reabasteceram carvão em Valparaíso enquanto Spee conversou com o Estado-Maior do Almirantado Imperial Alemão a fim de terminar a força dos navios britânicos restantes na região. Eles permaneceram no porto por apenas 24 horas, seguindo as regras de neutralidade, chegando em Mas a Fuera no dia 6, onde embarcaram mais carvão de navios britânicos e franceses capturados. O Dresden e o Leipzig foram destacados para irem a Valparaíso em 10 de novembro, com o resto da esquadra seguindo cinco dias depois para o Golfo de Penas. O Dresden e o Leipzig reencontraram os outros navios em 18 de novembro no meio do caminho e todos chegaram no Golfo de Penas três dias depois. Abasteceram mais carvão no local, pois a planejada viagem ao redor do Cabo Horn seria longa e ainda não estava certo quando poderiam ter outra oportunidade de reabastecerem.
A Marinha Real Britânica, assim que as notícias da derrota na Batalha de Coronel chegaram em Londres, organizou uma força com o objetivo de caçar e destruir a Esquadra da Ásia Oriental. Os poderosos cruzadores de batalha HMS Invincible e HMS Inflexible foram destacados da Grande Frota e colocados sob o comando do vice-almirante sir Doveton Sturdee. Os dois deixaram Devonport em 10 de novembro e seguiram para as Ilhas Malvinas, onde se juntaram aos cruzadores blindados HMS Carnarvon, HMS Kent e HMS Cornwall, ao cruzadores rápidos Glasgow e HMS Bristol e ao cruzador mercante armado HMS Macedonia. Os oito navios chegaram nas Malvinas em 7 de dezembro e reabasteceram imediatamente.
Os alemães deixaram o Golfo de Penas em 26 de novembro e deram a volta no Cabo Horn em 2 de dezembro. Capturaram a barca canadense Drummuir, que estava com 2,5 mil toneladas de carvão de boa qualidade. No dia seguinte se aproximaram da Ilha Picton e os alemães transferiram o carvão do Drummuir para seus carvoeiros. Spee fez uma reunião a bordo do Scharnhorst na manhã de 6 de dezembro com os capitães de seus navios com o objetivo de determinar o que fazer a seguir. Tinham recebido vários relatos fragmentados e contraditórios sobre reforços britânicos na região. Spee e mais dois capitães eram a favor de atacar as Malvinas, enquanto os outros três argumentaram que era melhor ignorar as ilhas e atacar navios mercantes britânicos próximos da Argentina. A opinião de Spee pesou mais e a esquadra partiu para as Malvinas ao meio-dia.

#### Batalha das Malvinas

Mapa da Batalha das Malvinas

O Gneisenau e o Nürnberg foram destacados para o ataque, aproximando-se das Malvinas na manhã de 8 de dezembro para destruir uma estação de transmissão. Observadores no Gneisenau avistaram fumaça em Porto Stanley, mas acharam que os britânicos estavam queimando seus estoques de carvão para que não fossem tomados. Ao se aproximarem mais começaram a ser alvejados por projéteis de 305 milímetros do Canopus, que fora encalhado como navio de guarda, o que fez Spee abortar o ataque. Os alemães entraram em formação às 10h45min e prosseguiram rumo sudoeste a 22 nós (41 quilômetros por hora). O Scharnhorst estava no centro, com o Gneisenau e Nürnberg à vante e o Dresden e Leipzig à ré. Os cruzadores de batalha rapidamente partiram em perseguição.
Os britânicos alcançaram os alemães às 13h20min e começaram a atirar a uma distância de aproximadamente catorze quilômetros. Spee percebeu que seus cruzadores blindados não conseguiriam escapar dos muito mais rápidos cruzadores de batalha, assim ordenou que os três cruzadores rápidos tentassem fugir enquanto o Scharnhorst e Gneisenau viravam para enfrentarem o Invincible e Inflexible. Enquanto isso, Sturdee destacou os seus cruzadores para perseguirem o Nürnberg, Dresden e Leipzig.
O Kent perseguiu o Nürnberg, com este abrindo fogo às 17h00min a uma distância de aproximadamente onze quilômetros. O navio britânico não conseguiu responder até a distância diminuir para 6,4 quilômetros. O Nürnberg virou para bombordo a fim de poder disparar todas as suas armas laterais, algo que foi imitado pelo Kent. Os dois navegaram em cursos convergentes e a distância entre eles diminuiu para 2,7 quilômetros. Nesta altura os disparos do Kent estavam causando danos sérios ao Nürnberg. Um incêndio começou à vante às 18h02min, enquanto às 18h35min o navio estava parado na água e cessado seus disparos. O Kent temporariamente cessou fogo, mas retomou o combate ao perceber que o navio alemão ainda estava com seu estandarte de batalha hasteado. O Nürnberg recolheu seu estandarte depois de mais cinco minutos de disparo, assim o Kent preparou botes para ir resgatar sobreviventes.
Apenas doze marinheiros alemães foram resgatados antes do Nürnberg emborcar e afundar às 19h26min, com cinco morrendo depois. Dentre os mortos estava Otto von Spee, um dos filhos de Spee. Houve 327 mortos. O cruzador alemão atingiu 38 vezes o Kent, mas não causou danos significativos. Um de seus projéteis acertou um dos canhões em casamata do navio britânico e incendiou cargas de propelentes, mas o depósito de munição foi inundado antes que o incêndio pudesse destruir a embarcação.